# منتانی-ل-سر
منتانی-ل-سر (به فرانسوی: Montagny-lès-Seurre) یک کمون در فرانسه با جمعیت ۱۰۷ نفر است که در Canton of Saint-Jean-de-Losne واقع شده‌است.